# I Will Give You All
〈I Will Give You All〉은 2000년에 발매된 조규만의 싱글 리패키지 음반이다. 이
앨범은 출시 5개월만에 10만 장 판매라는 기록을 세웠다.

## 수록곡
| #            | 제목                          | 작사           | 작곡           | 재생 시간 |
| ------------ | ----------------------------- | -------------- | -------------- | --------- |
| 1.           | 〈다 줄거야〉 (Acoustic Ver.) | 조규만         | 조규만         | 4:02      |
| 2.           | 〈널 마지막 보던 날〉         | 유유진         | 조규만         | 4:42      |
| 3.           | 〈가장 가까운 곳에〉          | 유유진         | 조규만, 이규태 | 4:46      |
| 4.           | 〈너와 함께〉                 | 조규만         | 조규만         | 3:46      |
| 5.           | 〈다다다〉                    | 조규만         | 조규만         | 4:06      |
| 6.           | 〈내 힘겹던 날〉              | 조규만         | 조규만         | 4:39      |
| 7.           | 〈이해할께〉 (Rock Ver.)      | 박주연         | 조규만         | 4:25      |
| 8.           | 〈다 줄거야〉 (Seq Ver.)      | 조규만         | 조규만         | 3:58      |
| 9.           | 〈언제나 우린 함께〉          | 조규만         | 조규만         | 4:35      |
| 10.          | 〈행복할 뿐야〉               | 조규만, 조규찬 | 조규만, 조규찬 | 4:14      |
| 11.          | 〈Shy Girl〉                  | 조규만         | 조규만         | 3:53      |
| 12.          | 〈후회〉                      | 조규만         | 조규만         | 4:33      |
| 총 재생 시간 | 총 재생 시간                  | 총 재생 시간   | 총 재생 시간   | 51:35     |

### 내용주
1. ↑  이전 앨범에서 수록된 곡들을 다시 수록한 노래들은 1995년과 1996년에 녹음했다.(각각 서울 스튜디오, Bay 스튜디오에서 녹음. 《Travel Of Sprite》 재발매반 수록곡이기도 한 〈돌아온 날 위해〉는 해당 음반에서 제외됨)

### 참조주
1. ↑  강, 찬호 (2000년 6월 5일). “조규만 앨범 10만장이나 팔려”. 중앙일보. 2018년 10월 10일에 확인함.